# Stazione di Sant’Elena-Este
Stazione di Sant'Elena-Este vasútállomás Olaszországban, Veneto régióban, Sant’Elena településen.

## Vasútvonalak
Az állomást az alábbi vasútvonalak érintik:
- Padova–Bologna-vasútvonal

## Kapcsolódó állomások
A vasútállomáshoz az alábbi állomások vannak a legközelebb: 
- Stazione di Monselice
- Stazione di Stanghella